# هنري كوتن
هنري كوتن (بالإنجليزية: Henry Cotton)‏ هو طبيب نفسي أمريكي، ولد في 18 مايو 1876 في نورفولك في الولايات المتحدة، وتوفي في 8 مايو 1933.